# Kunzea micrantha
Kunzea micrantha är en myrtenväxtart som beskrevs av Johannes Conrad Schauer. Kunzea micrantha ingår i släktet Kunzea och familjen myrtenväxter.

## Underarter
Arten delas in i följande underarter:
- K. m. hirtiflora
- K. m. micrantha
- K. m. oligandra
- K. m. petiolata